# Transportgeschwader 5

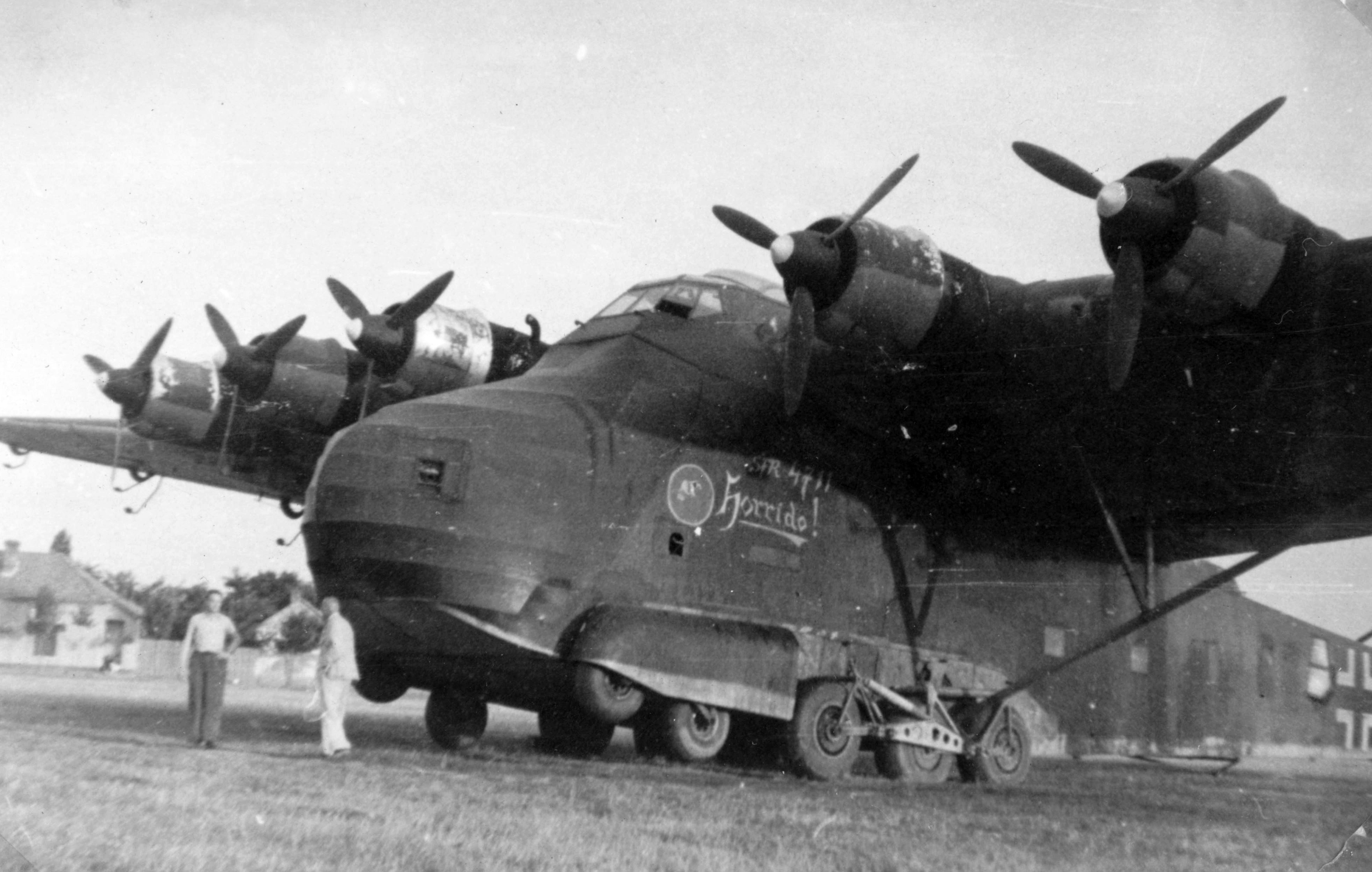
Me 323 Gigant 5-ї військово-транспортної ескадри поблизу угорського Сентеша. 1944

5-та військово-транспортна ескадра (нім. Transportgeschwader 5) — транспортна ескадра Люфтваффе, що існувала у складі повітряних сил вермахту в ході Другої світової війни. Спочатку була створена у серпні 1942 року як 323-тя бойова ескадра особливого призначення Люфтваффе, а у травні 1943 року перейменована на 5-ту військово-транспортну ескадру, маючи у своєму складі чотири авіаційні транспортні групи. У липні 1944 року ескадра була розформована.

## Історія
5-та військово-транспортна ескадра веде свою історію від створення у серпні 1942 року спочатку 323-ї бойової ескадри особливого призначення, яка складалася з трьох транспортних авіаційних груп, проте не мала штабного підрозділу. Основним призначення ескадри було перекидання повітрям вантажів, боєприпасів, особового складу тощо до формувань вермахту, що билися на півночі Африки. Всі три групи літали на літаках Мессершмітт Ме 323. Кожна авіаційна транспортна група мала 48 літаків. Загальна чисельність 5-ї ескадри становила 144 літаки.
У травні 1943 року після розгрому групи армій «Африка» ескадру перейменували на Transportgeschwader 5 і був створений відповідний штаб ескадри. Три групи продовжували літати переважно на літаках Мессершмітт Ме 323 і кількох Ju 52. У квітні-травні 1944 року ескадра також літала на п'яти літаках Ar 232, але їх довелося знову здати. Ескадра мала позначення C8. Була розформована в липні 1944 року.

## Командування

### Командири TG 5
- оберстлейтенант Густав Дамм (нім. Gustav Damm) (? травня 1943 — ? 1944)
- оберстлейтенант Гвідо Нойндлінгер (нім. Guido Neundlinger) (14 березня — 30 серпня 1944

### Командири I./TG 5
- майор Гюнтер Маус (нім. Günther Mauss) (1 травня 1943 — 31 серпня 1944)

### Командири II./TG 5
- майор Ганс Фішер (нім. Hans Fischer) (? травня — 27 травня 1943)
- майор Фріц Бартел (нім. Fritz Bartel) (7 лютого — 31 серпня 1944)

### Командири III./TG 5
- оберст Альфред Вюббен (нім. Alfred Wübben) (1 травня — 3 червня 1943)
- майор Фріц Бартел (нім. Fritz Bartel) (5 червня 1943 — 7 лютого 1944)
- майор Ганс-Йоахім Біттнер (нім. Hans-Joachim Bittner) (8 лютого — 1 серпня 1944)